# Суганский хребет
Суганский хребет — горный хребет на Центральном Кавказе на территориях Кабардино-Балкарии и Северной Осетии, расположенный между бассейнами Черека-Балкарского на западе и Уруха на востоке, южная граница проходит вдоль долин Карасу (один из истоков Черека-Балкарского), Ахсу и Харесидон. Протяженность около 23 км, является частью так называемого Бокового хребта, расположенного севернее Главного Кавказского хребта, северные склоны хребта находятся в Кабардино-Балкарии, в то время как южные частично (восточнее вершины Суган), расположены в Северной Осетии. С Главным Кавказским хребтом Суганский хребет соединен через Штулинскую перемычку, которая отходит от вершины Гезе-тау в ГКХ, и примыкает к Суганскому хребту на севере, в районе горы Суган.
С запада на восток в осевой зоне хребта расположены: Гюльчи-Тау 4447 м, Суган 4487 м, Суганбаши 4481 м, Доппах 4389 м, Нахашбита 4391 м, Цухгарты 4300 м и.т.д.
От осевой части хребта, в северном направлений отходят отроги, высота вершин которых значительно ниже чем в главном хребте, пять длинных северных отрогов хребта образуют долины и ущелья. Высота отрогов понижается к северу. Северные оконечности отрогов граничат со Скалистым хребтом, непосредственно между Скалистым хребтом и отрогами Суганского хребта лежат довольно низкие перевалы, ведущие из одного ущелья в другую.

## Современное оледенение
Большая часть оледенения хребта приходится на его северные склоны, с южной же стороны хребет имеет незначительную оледененность, стоит отметить что эти ледники в последние годы изрядно потеряли в мощности. Наиболее крупные ледники стекающие на юг это Ахсуу, Южный Суган, и ледник Доппах, все они спускаются со склонов одноимённых вершин.
На северных склонах хребта ситуация иначе, тут ледники куда мощнее и длиннее, наиболее значительные из них это: ледник Гюльчи, стекает в одноименную долину. Рцывашки — ледник стекает в долину Рцывашки и дает начало реке Ишкырты, правому притоку Черека-Балкарского. Ледники Северный Суган и ледник Псыгансуу (Сугансуу), стекают в долину реки Псыгансуу (Сугансуу). Ледник Хазны питает реку Хазнидон, в одноименном ущелье, восточнее в долине Белягдона значительных ледников не имеется.

## Список вершин
Список вершин составлен по направлению с запада на восток
- Вершины в осевой зоне хребта
  - Рцывашки 4341м
  - Гюльчи-Тау 4447м
  - Суган 4487м
  - Малый Суган 4459м
  - Суганбаши 4481м
  - Доппах 4389м
  - Нахашбита 4391м
  - Цухгарты 4300м
  - Галдор 4238м
  - пик Уруймаговой 3912м
  - Айхва 3791м
- Вершины в отрогах хребта
  - Отроги Гюльчи-Тау
    - Сабалах 3616м
    - Ортажюрек Зап 3801м
    - Ортажюрек Вост 4090м
    - пик Комсомола Украины 4211 м
    - пик Нальчик 3994м
    - Измилци 3947м
    - Мухол 3954м
    - Ахсуу (Аксуу) 4058м

  - Отроги Суган-Тау
    - Южный Суган 4094м
    - пик. Солдат 3887м
    - Днепропетровец пик 3888м
    - Днепровской правды пик 4076м
    - Мориса Тореза пик 3998м
    - Эркедыген 3160м

  - Остальные отроги
    - пик Шевченко 4161м
    - Дыхкая 3858м
    - Туяла Юж 3867м
    - Туяла Гл 3941м
    - Туяла Сев 3937м
    - Сунгульцубаши 3320м
    - Белягхох Юж 3971м
    - Белягхох Сев 3786м
    - Дашихох 3740